# Нилгиријска палмова веверица
Нилгиријска палмова веверица (лат. Funambulus sublineatus, енгл. Nilgiri palm squirrel) је сисар из реда глодара (Rodentia) и породице веверица (Sciuridae).

## Распрострањење
Врста има станиште у Индији и Шри Ланци.

## Станиште
Станишта врсте су шуме, бамбусове шуме, мочварна и плавна подручја и џунгла.

## Угроженост
Ова врста се сматра рањивом у погледу угрожености врсте од изумирања.